# Rio Yerres
O rio Yerres é um rio dos departamentos de Essonne, Seine-et-Marne e Val-de-Marne, na região de Île-de-France. É afluente do rio Sena e atravessa várias cidades, como:

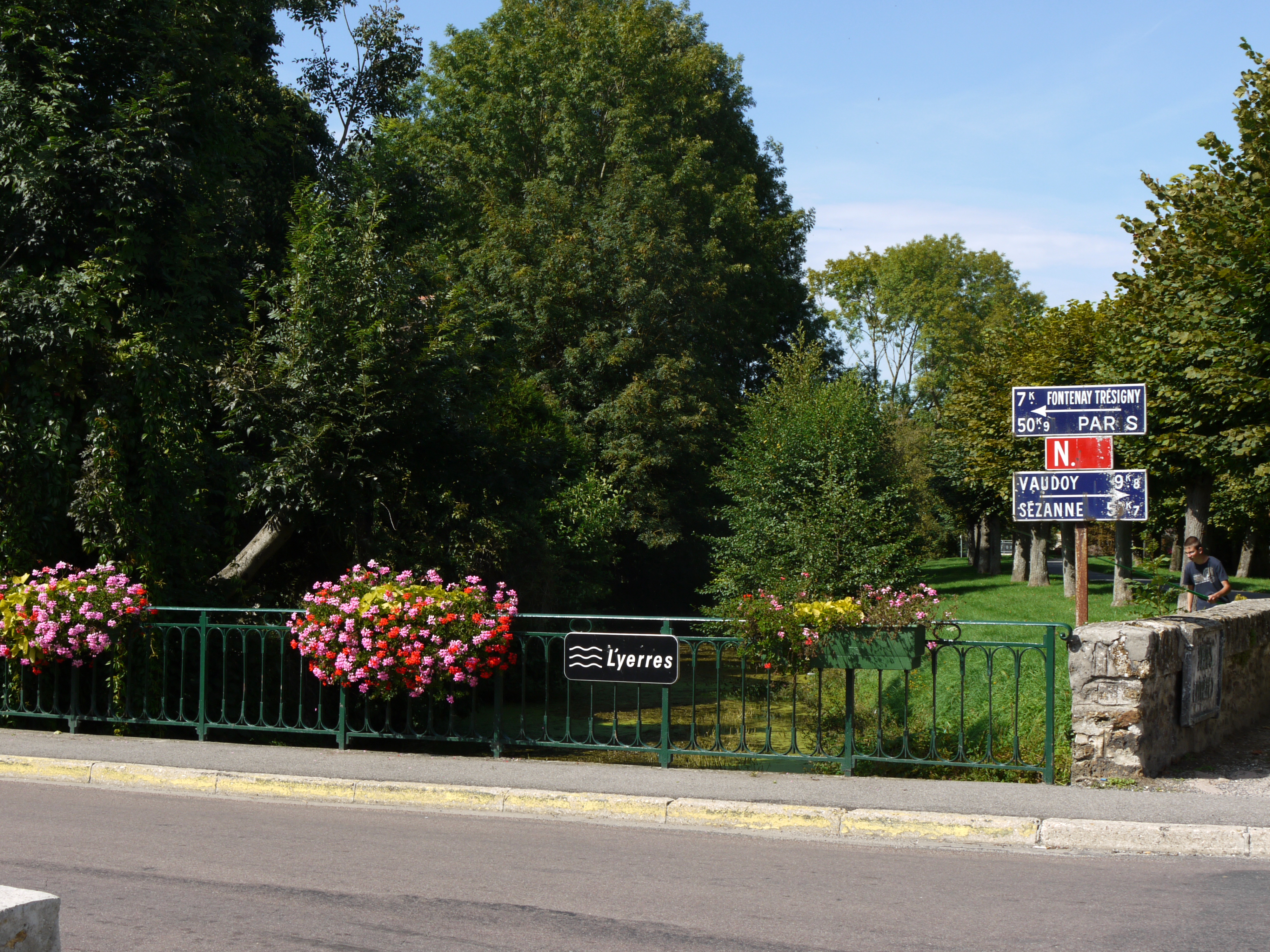
O Yerres em Rozay en Brie

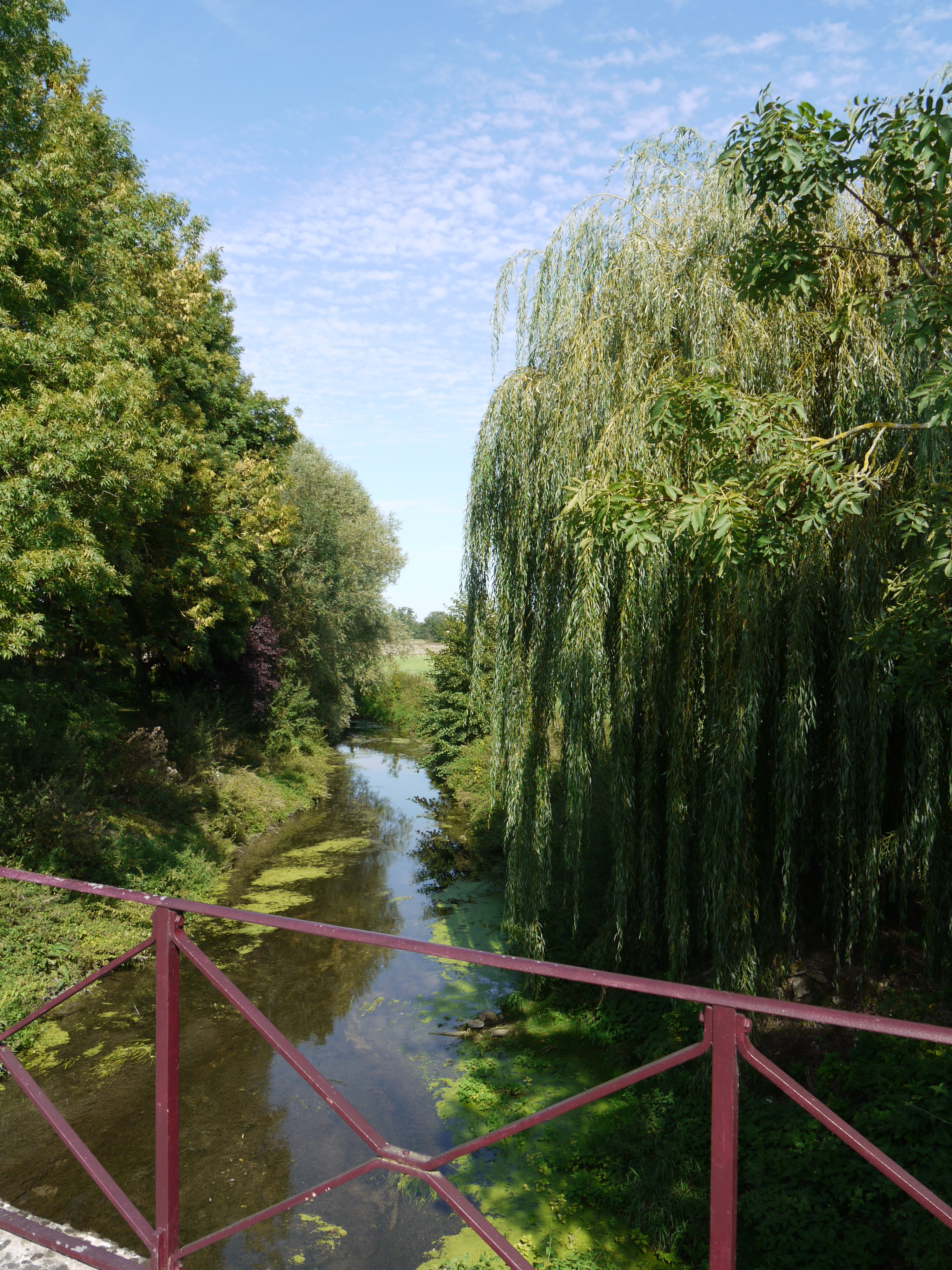
O Yerres em Bernay-Vilbert

- No departamento de Seine-et-Marne: Hautefeuille ~ Lumigny-Nesles-Ormeaux ~ Pézarches ~ Touquin ~ Rozay-en-Brie ~ Bernay-Vilbert ~ Courtomer ~ Argentières ~ Chaumes-en-Brie ~ Ozouer-le-Voulgis ~ Solers ~ Soignolles-en-Brie ~ Évry-Grégy-sur-Yerres ~ Brie-Comte-Robert ~ (Villemeneux) ~ Combs-la-Ville

- No departamento de Essonne: Varennes-Jarcy ~ Brunoy ~ Yerres ~ Montgeron ~ Crosne ~ Quincy-sous-Sénart ~ Boussy-Saint-Antoine

- No departamento de Val-de-Marne: Périgny ~ Villeneuve-Saint-Georges ~ Mandres-les-Roses